# Ole Lynggaard
Ole Lynggaard (født 1. maj 1936) er en dansk guldsmed, designer og grundlægger af Ole Lynggaard Copenhagen A/S, der er en af Skandinaviens største producenter af eksklusive smykker.
Ole Lynggaard gik i lære som guldsmed i København i 1953 og videreuddannede sig senere på designskolen Schwäbisch Gmünd i Tyskland. Han har desuden arbejdet i Paris og USA, og rejste i 1963 i bl.a.Persien, Indien, Japan og Egypten. I 1963 grundlagde han Ole Lynggaard Copenhagen. 
Begge Ole Lynggaards børn, Søren og Charlotte, indgår i dag i driften af virksomheden.